# Separatoppia gracilis
Separatoppia gracilis är en kvalsterart som beskrevs av Sandór Mahunka 1997. Separatoppia gracilis ingår i släktet Separatoppia och familjen Oppiidae. Inga underarter finns listade i Catalogue of Life.